# Lista de batalhas de Portugal
Segue-se uma lista de batalhas em que Portugal participou, compreendendo importantes mudanças legais e territoriais e eventos políticos em Portugal e os seus estados predecessores. Para ler sobre o contexto desses eventos, veja História de Portugal.

## Século IX
| Data | Conflito                | V/D | Local   | Observações |
| ---- | ----------------------- | --- | ------- | --- |
| 868  | Presúria de Braga       | Sim | Braga   | Presúria e repovoamento de Braga pelo conde Vímara Peres em 868. |
| 868  | Presúria do Baixo Minho | Sim | Minho   | Após o ataque por Afonso I das Astúrias em 750, a região teria jazido ao abandono e quase desabitada. Dá-se em 868 a presúria do Minho pelo conde Vímara Peres em 868.                            |
| 868  | Cerco do Porto          | Sim | Porto   | Vímara Peres cerca e reconquista o Porto aos Muçulmanos e funda o Condado Portucalense. |
| 872  | Cerco de Chaves         | Sim | Chaves  | Odoário Ordonhes recaptura Chaves dos muçulmanos. |
| 878  | Batalha do Porto        | Sim | Porto   | Em 878, o exército do rei Afonso III, com o conde Hermenegildo Guterres no comando, enfrentou e venceu as forças muçulmanas liderados por Mohammad I que tinham começado um ataque contra o Porto |
| 878  | Cerco de Coimbra        | Sim | Coimbra | Afonso III das Astúrias reconquista Coimbra aos muçulmanos. |

## Século X
| Data                 | Conflito                             | V/D | Local                                 | Observações |
| -------------------- | ------------------------------------ | --- | ------------------------------------- | --- |
| 913                  | Saque de Évora                       | Sim | Évora                                 | Em 913, Ordonho II da Galiza cercou a cidade e, graças ao mau estado das muralhas romanas, tomou-a e massacrou a população. O governador, Marwan Ibn Abd al-Malik ibn Ahmad, foi morto numa mesquita, e Ordonho abandonou a cidade com 4 mil cativos entre mulheres e crianças. |
| 985                  | Cerco de Braga                       | Não | Braga                                 | Saque da cidade de Braga por Almançor e razia da região. |
| 29 de junho de 987   | Cerco de Coimbra                     | Não | Coimbra                               | Com o exército de Almançor, são ocupadas de novo as terras e a cidade de Coimbra fica deserta por sete anos |
| 987                  | Cerco de Viseu                       | Não | Viseu                                 | Derrota da guarnição portucalense em Viseu. |
| 987                  | Cerco de Lamego                      | Não | Lamego                                | Perda de Lamego para Almançor, depois da perda de Coimbra e Viseu. |
| 2 de dezembro de 990 | Cerco de Montemor-o-Velho            | Não | Montemor-o-Velho                      | De acordo com a Crónica dos Godos, a primitiva fortificação de Montemor foi conquistada pelas forças de Almançor (2 de dezembro de 990) – que a terão reedificado, pessando a ser seu "tenens" Froila Gonçalves.                                                                |
| 995                  | Batalha do Castelo de Pena de Aguiar | Não | Pontido, Telões, Vila Pouca de Aguiar | Tomada do Castelo de Pena de Aguiar por Almançor e razia da região |

## Século XI
| Data                          | Conflito                                | V/D | Local                                 | Observações |
| ----------------------------- | --------------------------------------- | --- | ------------------------------------- | --- |
| Julho de 1015 a Abril de 1016 | Campanha viquingue no norte de Portugal | Não | Região do Norte, Condado Portucalense | É dado o cerco do Castelo de Vermoim, e saqueado pelos normandos. Morre neste cerco o conde Alvito Nunes. |
| 14 de outubro de 1034         | Cerco de Montemor-o-Velho               | Sim | Montermor-o-Velho                     | Gonçalo Trastamariz toma Montemor-o-Velho. |
| 1039                          | Cerco de Castelo Bom                    | Sim | Castelo Bom, Almeida                  | Início da Campanha das Beiras, onde se inicia a reconquista da Beira Alta por parte de Fernando I de Leão. |
| 1055                          | Cerco de Seia                           | Sim | Seia, Guarda                          | À época da Reconquista da Península Ibérica, a povoação foi definitivamente conquistada aos mouros por Fernando Magno (1055). |
| 29 de novembro de 1057        | Cerco de Lamego                         | Sim | Lamego                                | Reconquista definitiva de Lamego por parte dos cristãos. |
| 29 de julho de 1058           | Cerco de Viseu                          | Sim | Viseu                                 | Tomada definitiva de Viseu por parte de Fernando I de Leão |
| 9 de julho de 1064            | Cerco de Coimbra                        | Sim | Coimbra                               | Cidade reconquistada por Fernando Magno de Leão a Almançor depois de um cerco de seis meses |
| 18 de janeiro de 1071         | Batalha de Pedroso                      | Não | Mire de Tibães                        | Morre o conde Nuno Mendes. Extinção da revolta portucalense e absorção do Condado de Portucale pelo Rei D. Garcia da Galiza |
| 1071                          | Batalha das Águas de Maias              | Sim | Coselhas,Coimbra                      | Batalha ocorrida entre D. Garcia II da Galiza e D. Sancho II de Castela, onde Dom Rodrigo Forjaz de Transtâmara fica ferido.Os castelhanos foram derrotados e 600 foram degolados e entre eles o Conde Fafes Sarrazins de Lanhoso e outros fidalgos ilustres. |
| 1071                          | Batalha de Santarém                     | Sim | Santarém                              | Vitória galego-portucalense, onde Dom Rodrigo Forjaz de Transtâmara prende D. Sancho II de Castela, entregando-o ao rei galego. Dom Rodrigo Forjaz de Transtâmara acaba por falecer das feridas desta batalha, posteriormente.                                |
| 29 de Abril de 1093           | Cerco de Santarém                       | Sim | Santarém                              | O rei D. Afonso tomou a cidade de Santarém e entregou-a ao governo de seu genro o Conde D. Raimundo, marido de sua filha D. Urraca e sob a direcção deste Sueiro Mendes. D.Afonso VI seguiu depois para Lisboa.                                               |
| 6 de Maio de 1093             | Cerco de Lisboa                         | Sim | Lisboa                                | Conquista de Lisboa por D. Afonso VI . Segue para a conquista de Sintra |
| 8 de Maio de 1093             | Cerco de Sintra                         | Sim | Sintra                                | Conquista de Sintra por Afonso VI de Leão. Tomou Sintra e entregou-a ao governo de seu genro o Conde D. Raimundo, marido de sua filha D. Urraca e sob a direcção de Sueiro Mendes. O próprio rei voltou para Toledo.                                          |
| 1095                          | Cerco de Sintra                         | Não | Sintra                                | Recaptura de Sintra pelos mouros. |

## Século XII
| Data                   | Conflito                    | V/D | Local                                  | Observações |
| ---------------------- | --------------------------- | --- | -------------------------------------- | --- |
| 1102                   | Batalha de Arouca           | Sim | Santa Eulália, Arouca                  | |
| Julho de 1109          | Cerco de Sintra             | Sim | Sintra                                 | Conde D. Henrique recaptura Sintra aos mouros. |
| 1110                   | Batalha de Vatalandi        | Não | Vatalandi, perto de Santarém           | Morte de Soeiro Fromarigues, comandante da força cristã e Mido Cresconiz |
| 26 de maio de 1111     | Cerco de Santarém           | Não | Santarém                               | Perda de Santarém para Syr Ibne Abu Bakr, emir de Sevilha. |
| 1117                   | Cerco de Miranda do Corvo   | Não | Miranda do Corvo, Coimbra              | Ali ibne Iúçufe toma Miranda do Corvo. |
| 22 de junho de 1117    | Cerco de Coimbra            | Sim | Coimbra                                | O rei Ali ibne Iúçufe (emir almorávida) cercou Coimbra e aí esteve durante três semanas. Os mouros forçaram os habitantes do Castelo de Soure, que defendia a cidade pelo sul, a abandonar o lugar, tomaram Miranda do Corvo e o Castelo de Santa Eulália, a jusante de Montemor-o-Velho. |
| 1121                   | Combate Naval no Rio Minho  | Sim | Rio Minho                              | Em 1121, as barcas armadas da regente do condado, D. Teresa, enfrentaram no rio Minho a frota das forças leais à sua irmã, D. Urraca, regente da Galiza. Primeiro registo de um combate naval de forças do condado portucalense.                                                          |
| 1127                   | Cerco de Sta Maria da Feira | Sim | Castelo de Santa Maria da Feira        | No contexto da guerra entre D. Afonso Henriques e D. Teresa, D. Afonso Henriques toma o castelo de Feira às forças leais a D. Teresa |
| 1127                   | Cerco de Neiva              | Sim | Castelo de Neiva                       | Conquista por D. Afonso Henriques dos castelo de Neiva,na terra de Santa Maria, à sua mãe D. Teresa. |
| 1127                   | Cerco de Guimarães          | Sim | Guimarães                              | Egas Moniz consegue que o exército leonês, que cerca Guimarães, levante o assédio, sob promessa de D. Afonso Henriques prestar a menagem exigida pelo imperador das Espanhas. D. Afonso Henriques passa a controlar o Condado Portucalense.                                               |
| 24 de junho de 1128    | Batalha de São Mamede       | Sim | São Mamede, perto de Guimarães         | Nesta Batalha D. Afonso Henriques defronta D. Teresa de Leão sua mãe. O condado Portucalense ganha a sua independência formando-se o Reino de Portugal |
| 1137                   | Batalha de Cerneja          | Sim | Cernensa (ou Cerneja), A Limia, Galiza | Vitória de D. Afonso Henriques sobre Fernâo Peres de Trava , D. Rodrigo Veilaz conde de Sárria e outros nobres Galegos em Cerneja na terra de Límia. |
| 25 de julho de 1139    | Batalha de Ourique          | Sim | Ourique                                | A esta batalha sucedeu-se a ordenação do cavaleiro Gualdim Pais |
| 1142                   | Cerco de Leiria             | Sim | Leiria                                 | Reconquista de Leiria aos Mouros. |
| 15 de março de 1147    | Cerco de Santarém           | Sim | Santarém                               | Conquista de Santarém por D. Afonso Henriques. |
| 1147                   | Cerco de Lisboa             | Sim | Lisboa                                 | Lenda de Martim Moniz |
| 1147                   | Conquista de Almada         | Sim | Almada, Setúbal                        | No âmbito da conquista de Lisboa aos mouros (1147), foi assaltada e conquistada pelas forças combinadas de D. Afonso Henriques (1112-1185) e dos cruzados. |
| Out de 1147            | Batalha de Sacavém          | Sim | Sacavém, nas margens do Rio Trancão    | Considerada lendária, uma vez que segundo relatos houve intervenção divina da virgem Maria |
| 24-Jun-1148            | Cerco de Alenquer           | Sim | Alenquer                               | |
| 1151                   | Cerco de Alcácer do Sal     | Não | Alcácer do Sal, Setúbal                | D. Afonso Henriques tenta, em vão, tomar Alcácer do Sal. |
| 24 de junho de 1158    | Cerco de Alcácer do Sal     | Sim | Alcácer do Sal, Setúbal                | |
| 30 de novembro de 1162 | Cerco de Beja               | Sim | Beja                                   | Fernão Gonçalves reconquista Beja, com um exército português constituído por cavaleiros-vilãos. Em homenagem a este feito, é decidida a construção da Ermida de Santo André (Beja). |
| 1163                   | Cerco de Salamanca          | Sim | Salamanca, Espanha                     | Ocupação de Salamanca por D. Afonso Henriques. |
| 1165                   | Cerco de Évora              | Sim | Évora                                  | |
| 1166                   | Cerco de Coruche            | Sim | Coruche, Santarém                      | |
| 1166                   | Cerco de Moura              | Sim | Moura,Beja                             | A povoação foi inicialmente conquistada, em 1166, pelos irmãos Pedro e Álvaro Rodrigues e perdida quase de seguida. |
| 1166                   | Cerco de Serpa              | Sim | Serpa, Beja                            | Conquistada em 1166 por D. Afonso Henriques |
| 1166                   | 2º Cerco de Moura de 1166   | Sim | Moura, Beja                            | Conquistada por Geraldo Sem Pavor, tendo depois disso, e até ao reinado de D. Dinis, sido perdida e reconquistada mais quatro vezes. |
| 1169                   | Cerco de Cáceres            | Sim | Cáceres, Espanha                       | Conquistada em 1169 por D. Afonso Henriques |
| 1169                   | Cerco de Montánchez         | Sim | Montánchez, Espanha                    | Conquistada em 1166 por D. Afonso Henriques no contexto das guerras com Leão |
| 1169                   | Cerco de Trujilho           | Sim | Trujilho, Espanha                      | Conquistada em 1166 por D. Afonso Henriques. Afonso Henriques pretendia abafar a influência leonesa na região e tomar Badajoz para mãos portuguesas. |
| 1169                   | Cerco de Badajoz            | Não | Badajoz, na Estremadura                | Os mouros resistem ao cerco português com ajuda de Castela. D. Afonso Henriques fica ferido na perna e é feito prisioneiro pelos castelhanos por algum tempo. A sua carreira militar chega ao fim.                                                                                        |
| 1178                   | Incursão em Sevilha         | Sim | Sevilha                                | Importante expedição em território muçulmano do infante D. Sancho, futuro rei de Portugal, que alcançou e destruiu os arredores de Sevilha, na margem direita do rio Guadalquivir. |
| 1180                   | Batalha de Arganal          |     | Campo de Argañán, Cidade Rodrigo       | Derrota do infante D. Sancho na Batalha de Arganal, junto a Ciudad Rodrigo, perante o exército do reino de Leão. |
| 29 de julho de 1180    | Batalha do Cabo Espichel    | Sim | Cabo Espichel,Sesimbra                 | Os portugueses, comandados por D. Fuas Roupinho, derrotaram os muçulmanos liderados por Ben Jami |
| Junho de 1184          | Cerco de Santarém           | Sim | Santarém                               | Abu Iacube Iúçufe I reúne um exército e deita cerco a Santarém, defendida por D. Afonso Henriques |
| 3 de junho de 1189     | Cerco do Alvor              | Sim | Alvor                                  | Alvor foi reconquistada por D. Sancho I em 3 de junho 1189, mas perdida pouco tempo depois. |
| 2 de setembro de 1189  | Cerco de Silves             | Sim | Silves                                 | Em 1189, o rei Sancho I de Portugal conquistou Silves. O controlo português sobre Silves seria curto, com os Almóadas conquistando a cidade novamente em 1191 com um contra-ataque liderado por Abu Yusuf Yaqub al-Mansur, o Califa Almóada em pessoa.                                    |
| 1191                   | Cerco de Silves             | Não | Silves                                 | Retornou à posse muçulmana quando da grande ofensiva almóada de Iacube Almançor até ao rio Tejo (1191). |
| 1191                   | Cerco de Serpa              | Não | Serpa                                  | Retornou à posse muçulmana quando da grande ofensiva almóada de Iacube Almançor até ao rio Tejo (1191). |
| 1191                   | Cerco de Évora              | Sim | Évora                                  | Durante o reinado de D. Sancho I (1185-1211), a cidade resistiu ao assalto das forças do Califado Almóada comandadas por Iacube Almançor, quando as fronteiras portuguesas foram empurradas até à linha do rio Tejo.                                                                      |
| 1191                   | Cerco de Alcácer do Sal     | Não | Alcácer do Sal, Setúbal                | Iacube Almançor recaptura Alcácer do Sal. |
| 1197                   | Cerco de Túi                | Sim | Tui, Galiza                            | Sancho I conquista Tui |
| 1197                   | Cerco de Pontevedra         | Sim | Pontevedra, Galiza                     | Sancho I conquista Pontevedra |

| Reconquista Portuguesa             | Reconquista Portuguesa | Reconquista Portuguesa | Reconquista Portuguesa | Reconquista Portuguesa                                                                                             |
| Data                               | Imagem                 | Nome da batalha        | Vitória / Derrota      | Estado |
| ---------------------------------- | ---------------------- | ---------------------- | ---------------------- | --- |
| 25 de julho de 1139 (886 anos)     |                        | Batalha de Ourique     | Sim                    | Vitória decisiva e heroica dos portugueses frente aos muçulmanos. Proclamação de D. Afonso I como Rei de Portugal. |
| 15 de março de 1147 (878 anos)     |                        | Conquista de Santarém  | Sim                    | Vitória portuguesa e tomada de Santarém                                                                            |
| 1 de julho – 25 de outubro de 1147 |                        | Cerco de Lisboa        | Sim                    | Vitória decisiva dos portugueses e dos cruzados                                                                    |

## Século XIII
| Imagem | Conflito                   | Data                | V/D | Local               | Observações |
| ------ | -------------------------- | ------------------- | --- | ------------------- | --- |
|        | Batalha de Navas de Tolosa | 16 de julho de 1212 | Sim | Navas de Tolosa     | Batalha dos reinos cristãos ibéricos contra o Califado Almóada, no contexto de uma cruzada. A vitória decisiva cristã constituiu um grande marco no progressivo enfraquecimento do poder muçulmano na Península. |
|        | Cerco de Elvas             | 1226                | Não | Elvas               | D. Sancho II, aproveitando as guerras de Afonso IX de Leão contra os muçulmanos, tenta conquistar Elvas sem êxito.                                                                                               |
|        | Cerco de Elvas             | 1229                | Sim | Elvas               | Conquista de Elvas por D.Sancho II |
|        | Cerco de juromenha         | 1229                | Sim | Juromenha, Alentejo | Reconquista de Juromenha |
|        | Cerco de Moura             | 1232                | Sim | Moura, Alentejo     | Conquista definitiva de Moura feita pela Ordem de Santiago e sua anexação ao Reino de Portugal |
|        | Cerco de Serpa             | 1232                | Sim | Serpa, Alentejo     | Conquista definitiva de Serpa feita pela Ordem de Santiago e sua anexação ao Reino de Portugal |
|        | Cerco de Beja              | 1232                | Sim | Beja                | Conquista definitiva de Beja feita pela Ordem de Santiago e sua anexação ao Reino de Portugal |
|        | Cerco de Aljustrel         | 1234                | Sim | Aljustrel           | Conquista de Aljustrel |
|        | Cerco de Mértola           | 1238                | Sim | Mértola             | Conquista de Mértola pelo Reino de Portugal |
|        | Conquista de Alvor         | 1240 ou 1241        | Sim | Alvor, Algarve      | |
|        | Conquista de Tavira        | 1242                | Sim | Tavira              | |
|        | Conquista de Paderne       | 1242                | Sim | Paderne,Algarve     | |
|        | Cerco de Silves            | 1246                | Sim | Silves              | Conquista de Silves |
|        | Conquista de Faro          | 27 de março de 1249 | Sim | Faro, Algarve       | Vitória dos portugueses; Rendição da cidade pacificamente; |

## Século XIV
| Data                  | Conflito                  | V/D | Local                                           | Observações |
| --------------------- | ------------------------- | --- | ----------------------------------------------- | --- |
| 1323                  | Batalha de Alvalade       |     | Alvalade, (Lisboa)                              | A batalha não chegou a ocorrer graças à intervenção da Rainha Santa Isabel |
| 30 de outubro de 1340 | Batalha do Salado         | Sim | Ribeira do Salado, província de Cádiz (Espanha) | A força portuguesa e castelhana aliaram-se provisoriamente de modo a combater a ameaça muçulmana |
| 1369 de 1370          | Bloqueio Naval de Sevilha | Sim | Sevilha, Espanha                                | Vitória tática de Portugal frente aos castelhanos. Prejuízos financeiros a Castela |
| 17 de julho de 1381   | Batalha Naval de Saltes   | Não | Ilha de Saltes, ria de Huelva                   | Maior derrota naval portuguesa na sua história. Vitória decisiva de Castela |
| 6 de abril de 1384    | Batalha dos Atoleiros     | Sim | Atoleiros (Fronteira)                           | Uma batalha que decorreu no território Alentejano Português durante a crise de 1383/1384 aonde Castela após invadir Portugal denfrontou-os, obtendo um resultado positivo, batalha comandada por D. Nuno Álvares Pereira e D. João I de Portugal.                                               |
| 18 de julho de 1384   | Batalha Naval do Rio Tejo | Sim | Rio Tejo, Lisboa, Portugal                      | Travada em julho de 1384, entre uma força naval de Portugal com 34 navios com o objetivo de abastecer a cidade sitiada de Lisboa com suprimentos e a frota castelhana liderada pelo almirante Fernando Sánchez de Tovar. Vitória estratégica de Portugal com o rompimento do bloqueio a Lisboa. |
| 9 de setembro de 1384 | Cerco de Lisboa           | Sim | Lisboa                                          | |
| 29 de maio de 1385    | Batalha de Trancoso       | Sim | Trancoso                                        | |
| 14 de agosto de 1385  | Batalha de Aljubarrota    | Sim | perto de Aljubarrota                            | |
| 15 de outubro de 1385 | Batalha de Valverde       | Sim | Valverde de Mérida                              | Fim da Crise dinástica de 1383–1385 |

| Imagem | Conflito               | Data                             | Combatente 1                          | Combatente 2                                                       | Local                       | Resultado                    |
| ------ | ---------------------- | -------------------------------- | ------------------------------------- | ------------------------------------------------------------------ | --------------------------- | ---------------------------- |
|        | Batalha de Aljubarrota | 14 de agosto de 1385 (639 anos)  | Reino de Portugal Reino de Inglaterra | Reino de Castela Reino de França Coroa de Aragão Aliados italianos | Aljubarrota, Portugal       | Vitória - Vitória portuguesa |
|        | Batalha de Valverde    | 14 de outubro de 1385 (639 anos) | Reino de Portugal                     | Reino de Castela                                                   | Valverde de Mérida, Espanha | Vitória - Vitória portuguesa |

## Século XV
| Data                 | Conflito                       | V/D | Local                                  | Observações |
| -------------------- | ------------------------------ | --- | -------------------------------------- | --- |
| 22 de agosto de 1415 | Conquista de Ceuta             | Sim | Ceuta                                  | Começa a expansão ultramarina portuguesa e assim os descobrimentos. Consegue-se uma cidade estratégica que permitirá o controlo da pirataria na costa sul portuguesa. |
| Agosto de 1419       | Cerco de Ceuta                 | Sim | Ceuta                                  | |
| 20 de maio de 1449   | Batalha de Alfarrobeira        | Sim | Alverca do Ribatejo                    | |
| Junho de 1455        | Combate Naval no Rio Gâmbia    | Sim | Rio Gâmbia                             | Vitória portuguesa sobre almadias de nativos na zona do gâmbia. |
| 1 de março de 1476   | Batalha de Toro                | Sim | Toro                                   | |
| 13 de agosto de 1476 | Batalha do Cabo de São Vicente | Sim | Cabo de São Vicente                    | Vitória da frota franco-portuguesa no âmbito da Guerra de Sucessão de Castela. Defesa da praça de Ceuta de um assédio                                                 |
| 1478                 | Batalha Naval da Guiné         | Sim | Na costa adjacente a São Jorge da Mina | Vitória decisiva, tática e estratégica de Portugal face a Castela.Totalidade da frota castelhana capturada; Tripulação feita prisioneira                              |

## Século XVI
| Data                     | Conflito                    | Combatente 1      | Combatente 2                                   | Local            | Resultado                    |
| ------------------------ | --------------------------- | ----------------- | ---------------------------------------------- | ---------------- | ---------------------------- |
| março de 1506 (519 anos) | Batalha de Cananor          | Reino de Portugal | Calecute Sultanato de Guzarate Império Otomano | Cananor, Índia   | Vitória - Vitória portuguesa |
| 10 de dezembro de 1510   | Conquista portuguesa de Goa | Império Português | Sultanato de Bijapur                           | Goa Velha, Índia | Vitória - Vitória portuguesa |

| Data                    | Conflito                     | V/D | Local                                                      | Observações |
| ----------------------- | ---------------------------- | --- | ---------------------------------------------------------- | --- |
| Dezembro de 1501        | Batalha de Cananor           | Sim | Cananor                                                    | |
| Março de 1508           | Batalha de Chaul             | Não | Chaul                                                      | Derrota dos Portugueses contra os Turcos e Levantinos, organizados pelo sultão do Egipto                                                                                          |
| 3 de fevereiro de 1509  | Batalha de Diu               | Sim | Diu                                                        | |
| 1511                    | Conquista de Malaca          | Sim | Malaca                                                     | |
| 1512                    | Batalha contra Pate-Onuz     | Sim | Malaca                                                     | |
| 28 de fevereiro de 1513 | Batalha de Azamor            | Sim | Azamor                                                     | |
| 1521                    | Batalha de Tamão             | Não | Tamão, Hong Kong                                           | |
| 1522                    | Batalha da Ilha da Veniaga   | Não | Ilha de Lantau                                             | |
| 4 de agosto de 1578     | Batalha de Alcácer Quibir    | Não | Alcácer Quibir                                             | Foi o maior desastre militar da história de Portugal, tanto em número de mortes, como em consequências geradas posteriormente.                                                    |
| 25 de agosto de 1580    | Batalha de Alcântara         | Não | Lisboa                                                     | Perda da Independência |
| 1581                    | Batalha da Salga             | Sim | Terceira, Açores                                           | |
| 26 de julho de 1582     | Batalha Naval de Vila Franca | Não | Oceano Atlântico, ao largo de Vila Franca do Campo         | |
| 26 de julho de 1583     | Batalha da ilha Terceira     | Não | Baía das Mós, Vila de São Sebastião, Ilha Terceira, Açores | Fim da resistência da Ilha Terceira, e dos apoiantes de D.António Prior do Crato ao domínio de Castela                                                                            |
| 29 de julho de 1588     | Batalha de Gravelines        | Não | Canal da Mancha, perto de Gravelines                       | |
| 30 de março de 1595     | Saque do Recife              | Não | Recife, Pernambuco                                         | Foi a única expedição de corso da Inglaterra que teve como objetivo principal o Brasil, e representou o mais rico butim da história da navegação de corso do período elisabetano. |

## Século XVII
| Imagem | Data                            | Conflito                       | V/D | Local                         | Observações |
| ------ | ------------------------------- | ------------------------------ | --- | ----------------------------- | --- |
|        | 18 de agosto de 1606 (418 anos) | Batalha do Cabo Rachado        | Sim | Estreito de Malaca, Malásia   | Batalha naval entre a armada portuguesa comandada pelo vice-rei da Índia, D. Martim Afonso de Castro, e uma armada holandesa comandada por Cornelis Matelieff de Jonge |
|        | 29 de 30 de setembro de 1612    | Batalha de Swally              | Não | Surate, no Gujarate, Índia    | Batalha naval entre Portugal e a Companhia Britânica das Índias Orientais                                                                                              |
|        | 1625                            | Batalha Naval do Golfo Pérsico | Não | Golfo Pérsico                 | Vitória tática da coligação anglo-holandesa mas vitória militar portuguesa.                                                                                            |
|        | 1 de maio de 1625               | Reconquista de Salvador        | Sim | Salvador, Bahia               | Destruição do exército holandês e retomada de Salvador |
|        | 12 de setembro de 1631          | Batalha Naval dos Abrolhos     | Sim | costa de Pernambuco           | |
|        | 1644                            | Cerco de Elvas                 | Sim | Elvas, Portugal               | |
|        | 26 de maio de 1644              | Batalha do Montijo             | Sim | Elvas                         | |
|        | 29 de outubro de 1647           | Batalha de Combi               | Sim |                               | |
|        | 14 de janeiro de 1659           | Batalha das Linhas de Elvas    | Sim | Elvas, Portugal               | |
|        | 8 de junho de 1663              | Batalha do Ameixial            | Sim | Ameixial, a 5 km de Estremoz  | |
|        | 7 de julho de 1664              | Batalha de Castelo Rodrigo     | Sim | Castelo Rodrigo               | |
|        | 29 de outubro de 1665           | Batalha de Ambuíla             | Sim | Ambuíla, Angola               | Morte do rei do Congo e destabilização do Reino do Congo. |
|        | 17 de junho de 1665             | Batalha de Montes Claros       | Sim | Montes Claros, perto de Borba | |
|        | 25 de abril de 1707             | Batalha de Almansa             | Não | Almansa, Albacete, Espanha    | |

## Século XIX
| Imagem | Data                | Conflito         | V/D | Combatente 1      | Combatente 2                     | Local           | Observações |
| ------ | ------------------- | ---------------- | --- | ----------------- | -------------------------------- | --------------- | ----------- |
|        | 29 de julho de 1808 | Combate de Évora | Não | Reino de Portugal | Império Francês Reino de Espanha | Évora, Portugal |             |
|        |                     |                  |     |                   |                                  |                 |             |

| Imagem                      | Conflito                  | Data                             | Combatente 1                  | Combatente 2                  | Local                             | Resultado                                                                    |
| --------------------------- | ------------------------- | -------------------------------- | ----------------------------- | ----------------------------- | --------------------------------- | ---------------------------------------------------------------------------- |
|                             | Batalha da Roliça         | 17 de agosto de 1808             |                               |                               | Roliça e Columbeira, Bombarral    |                                                                              |
|                             | Batalha do Vimeiro        | 21 de agosto de 1808             |                               |                               | \| Vimeiro e Ventosa, Portugal \| |                                                                              |
|                             | Batalha do Porto          | 28 de março de 1809 (216 anos)   | Reino de Portugal             | Império Francês               | Porto, Portugal                   | Derrota - Vitória francesa                                                   |
|                             | Combate do Côa            | 24 de julho de 1810 (215 anos)   | Império Francês               | Reino Unido Reino de Portugal | Rio Côa, Portugal                 | Derrota - Vitória francesa                                                   |
|                             | Batalha do Sabugal        | 3 de abril de 1811               | Império Francês               | Reino Unido Reino de Portugal | Sabugal, Portugal                 | Vitória - Vitória anglo-portuguesa ou luso-britanica (anglo-lusa não existe) |
|                             | Batalha de Fontes de Onor | 3 - 5 de maio de 1811 (214 anos) | Reino Unido Reino de Portugal | Império Francês               | Fontes de Onor, Espanha           | Vitória - Vitória anglo-portuguesa ou luso-britanica (anglo-lusa não existe) |
| Vimeiro e Ventosa, Portugal |                           |                                  |                               |                               |                                   |                                                                              |

| Data                               | Conflito                       | V/D | Local                                     | Observações                                     |
| ---------------------------------- | ------------------------------ | --- | ----------------------------------------- | ----------------------------------------------- |
| 17 de agosto de 1808               | Batalha de Roliça              | Sim | Roliça                                    |                                                 |
| 21 de agosto de 1808               | Batalha do Vimeiro             | Sim | Vimeiro                                   |                                                 |
| 29 de março de 1809                | Batalha do Porto               | Não | Porto                                     |                                                 |
| 27 de setembro de 1810             | Batalha do Buçaco              | Sim | perto de Buçaco, Luso, Portugal           |                                                 |
| 25 de março de 1811                | Combate de Campo Maior         | Sim | Campo Maior, Portugal                     |                                                 |
| 6 e 7 de abril de 1811             | Batalha de Badajoz             | Sim | Badajoz, Espanha                          |                                                 |
| 3 de abril de 1811                 | Batalha do Sabugal             | Sim | Sabugal                                   |                                                 |
| 3 de maio de 1811                  | Batalha de Fuentes de Oñoro    | Sim | Salamanca, Espanha                        |                                                 |
| 16 de maio de 1811                 | Batalha de Albuera             | Sim | La Albuera, Espanha                       |                                                 |
| 22 de julho de 1812                | Batalha de Salamanca           | Sim | Salamanca, Espanha                        |                                                 |
| 21 de junho de 1813                | Batalha de Vitória             | Sim | Vitória, Espanha                          |                                                 |
| 25 de julho de 1813                | Batalha dos Pirenéus           | Sim | Região norte dos Pirenéus, Espanha        |                                                 |
| 10 de novembro de 1813             | Batalha de Nivelle             | Sim | Perto do Rio Ugarana, Navarra, Espanha    |                                                 |
| 9 de dezembro de 1813              | Batalha do Nive                | Sim | Baiona, França                            |                                                 |
| 27 de fevereiro de 1814            | Batalha de Orthez              | Sim | Orthez, França                            |                                                 |
| 10 de abril de 1814 (211 anos)     | Batalha de Toulouse            | Sim | Toulouse, França                          |                                                 |
| 19 de fevereiro de 1822 (203 anos) | Invasão do Convento da Lapa    | Sim | Convento da Lapa, Salvador, Bahia, Brasil |                                                 |
| 13 de março de 1823 (202 anos)     | Batalha do Jenipapo            | Sim | Rio Jenipapo, Piauí, Brasil               |                                                 |
| 13 de abril de 1823 (202 anos)     | Rebelião de Belém              | Sim | Belém, Grão-Pará, Brasil                  |                                                 |
| 28 de maio de 1823 (202 anos)      | Revolta de Muaná               | Sim | Muaná, Marajó, Brasil                     |                                                 |
| Julho de 1832 a agosto de 1833     | Cerco do Porto                 | Sim | Porto                                     |                                                 |
| 5 de julho de 1833                 | Batalha do Cabo de São Vicente | Sim | Cabo de São Vicente                       |                                                 |
| 11 de agosto de 1829 (195 anos)    | Batalha da Praia da Vitória    | Sim | baía da Praia da Vitória                  | Praia da Vitória deve o seu nome a esta batalha |
| Janeiro de 1834                    | Batalha de Pernes              | Não | Pernes                                    |                                                 |
| 18 de fevereiro de 1834            | Batalha de Almoster            | Sim | Almoster, Santarém                        |                                                 |
| 16 de maio de 1834                 | Batalha de Asseiceira          | Sim | Asseiceira, Tomar                         |                                                 |

Campanhas de Pacificação em África

## Século XX
| Imagem | Data                                    | Conflito                       | V/D | Local                                                  | Observações |
| ------ | --------------------------------------- | ------------------------------ | --- | ------------------------------------------------------ | ----------- |
|        | 27 de agosto de 1907                    | Combate de Mufilo              | Sim | Chana de Mufilo, Angola                                |             |
|        | 18 de dezembro de 1914                  | Combate de Naulila             | Não | Naulila, Angola                                        |             |
|        | 27 de maio de 1916                      | Combate de Namaca              |     | Namaca, Moçambique                                     |             |
|        | 25 de novembro de 1917                  | Batalha de Negomano            | Não | Negomano, Moçambique                                   |             |
|        | 7 de abril a 29 de abril de 1918        | Batalha do Lys                 | Não | Flandres, Bélgica                                      |             |
|        | 1945                                    | Raide de Macau                 | Não | Macau                                                  |             |
|        | 10 de junho de 1961                     | Operação Viriato               | Sim | Nambuangongo, Angola                                   |             |
|        | 15 de janeiro a 24 de março de 1964     | Operação Tridente              | Sim | Como, Guiné Portuguesa                                 |             |
|        | 2 de julho a 6 de setembro de 1965      | Operação Águia                 |     | Cabo Delgado, Moçambique; epicentro: Mueda             |             |
|        | Abril de 1966                           | Operação Grifo                 |     | Guileje, Guiné Portuguesa                              |             |
|        | 24 de junho de 1967                     | Operação Jigajoga              | Sim | Sinchã Jobel, Guiné Portuguesa                         |             |
|        | 31 de agosto de 1967                    | Operação Jigajoga2             |     | Sinchã Jobel, Guiné Portuguesa                         |             |
|        | 16 de setembro de 1967                  | Operação Imparável             | Sim | Sinchã Jobel, Guiné Portuguesa                         |             |
|        | 15 de outubro a 16 de outubro de 1967   | Operação Jacaré                |     | Sinchã Jobel, Guiné Portuguesa                         |             |
|        | 27 de outubro de 1967                   | Operação Insistir              |     | Sinchã Jobel, Guiné Portuguesa                         |             |
|        | 28 de outubro de 1967                   | Operação Instar                |     | Sinchã Jobel, Guiné Portuguesa                         |             |
|        | 19 de dezembro de 1967                  | Operação Invisível             | Sim | Sinchã Jobel, Guiné Portuguesa                         |             |
|        | 21 de dezembro de 1967                  | Operação Invisível II          |     | Sinchã Jobel, Guiné Portuguesa                         |             |
|        | 25 de fevereiro de 1968                 | Operação Ciclone II            |     | Guiné Portuguesa                                       |             |
|        | 7 de março de 1969                      | Operação Vulcano               |     | Guiné Portuguesa                                       |             |
|        | Março de 1969                           | Operação Lança Afiada          |     | Guiné Portuguesa                                       |             |
|        | 7 de junho de 1969                      | Operação Zeta                  | Sim | Malambuage, Moçambique                                 |             |
|        | Junho de 1969                           | Operação Gata Pequena          |     | Caboiana-Churo, Guiné Portuguesa                       |             |
|        | Agosto de 1969                          | Operação Nebulosa              | Sim | Guiné Portuguesa                                       |             |
|        | Abril de 1968                           | Operação Marte                 |     | região do Niassa, Moçambique                           |             |
|        | 16 de outubro de 1969                   | Ataque a Buba                  |     | Buba, Guiné Portuguesa                                 |             |
|        | 20 de julho a 30 de julho de 1970       | Operação Abanadela             |     | Cahora Bassa, Moçambique                               |             |
|        | 16 de novembro a 18 de novembro de 1969 | Operação Jove                  |     | Guileje, Guiné Portuguesa                              |             |
|        | 20 de novembro a 22 de novembro de 1970 | Operação Mar Verde             | Sim | Conacri, Guiné Portuguesa                              |             |
|        | 26 de novembro de 1970                  | Operação Abencerragem Candente |     | Guiné Portuguesa                                       |             |
|        | Abril de 1972                           | Operação Penada                |     | Fronteira de Moçambique com a Zâmbia, Malawi e Rodésia |             |
|        | 8 de maio de 1973                       | Operação Ametista Real         |     | Guidaje, Guiné Portuguesa                              |             |
|        | 14 de outubro a 14 de novembro de 1973  | Operação Nickel Grass          | Sim | Base Aérea das Lajes                                   |             |